# Anomala shirakii
Anomala shirakii är en skalbaggsart som beskrevs av Shuhei Nomura 1959. Anomala shirakii ingår i släktet Anomala och familjen Rutelidae. Inga underarter finns listade i Catalogue of Life.